# José Ángel González Jiménez
José Ángel González Jiménez (Aguilar del Río Alhama, 19 de diciembre de 1959) es un comisario de policía español, actual director adjunto operativo del Cuerpo Nacional de Policía desde 2018.

## Biografía
González Jiménez nació en el municipio riojano de Aguilar del Río Alhama (España) en 1959. Se graduó en la Academia General Militar en 1984 y fue destinado a las Compañías de Reserva General (hoy conocidas como Unidades de Intervención Policial).
Durante casi dos décadas estuvo al frente de la VII Unidad de Intervención Policial, con sede en Valladolid. En el año 2002 fue ascendido a comisario y destinado en la Brigada de Extranjería y Fronteras de Alicante.
Tras volver a Valladolid como jefe de Seguridad Ciudadana, en 2005 fue nombrado comisario provincial de Valladolid, estando en este puesto durante nueve años y recibiendo la encomienda de la Orden del Mérito Civil. En marzo de 2014 fue nombrado jefe superior de Policía de Melilla, cargo que desempeñó hasta abril de 2017, cuando fue nombrado jefe superior de Policía de Aragón.
En octubre de 2018 fue traslado a los servicios centrales de la Dirección General de la Policía tras ser nombrado director adjunto operativo del Cuerpo Nacional de Policía por el ministro del interior, Fernando Grande-Marlaska.

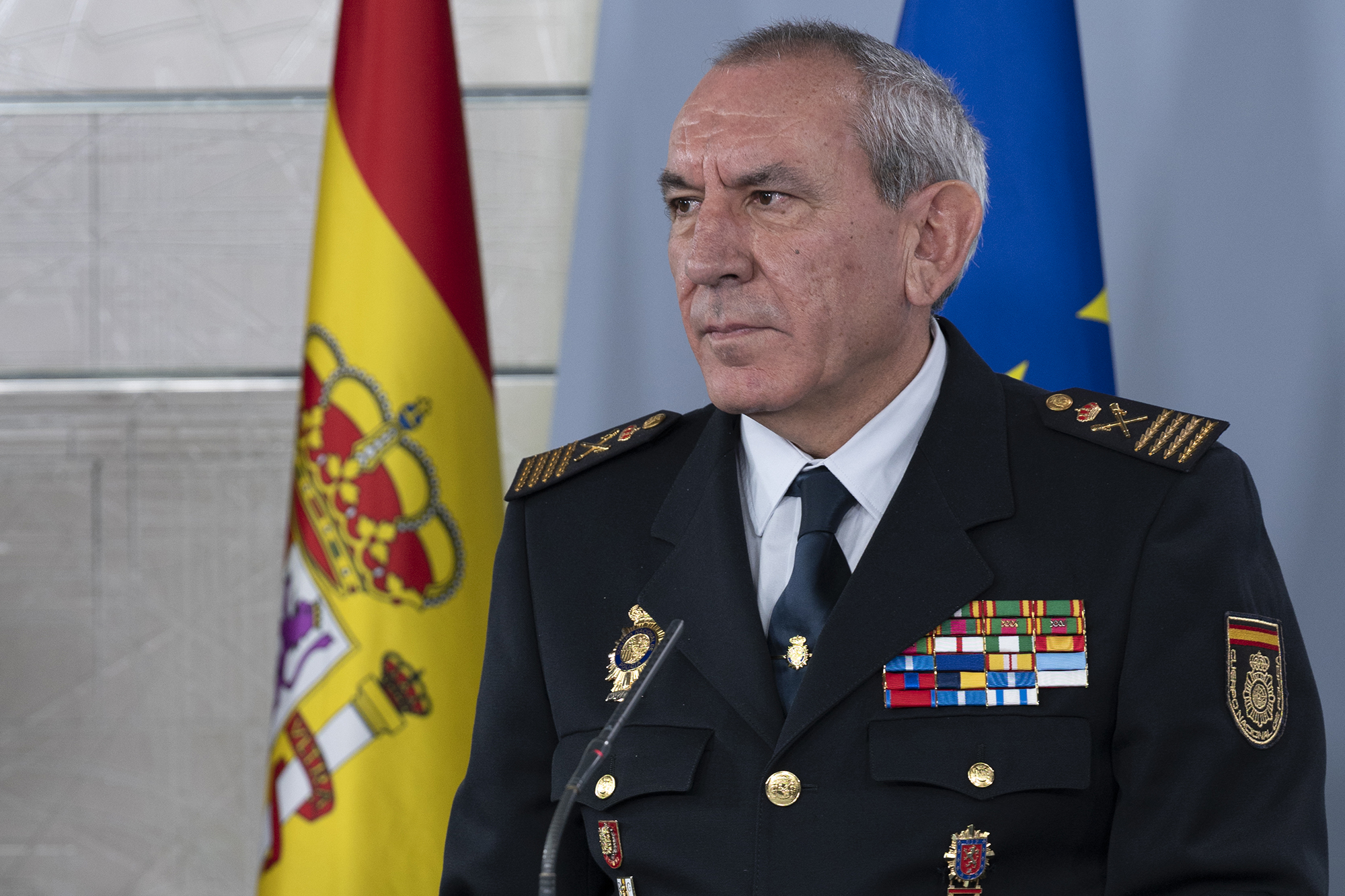
El DAO González Jiménez durante una rueda de prensa el 30 de marzo de 2020.

Durante su tiempo como número dos de la Policía Nacional, formó parte del Centro de Coordinación Operativa (CECOR) que tuvo como objetivo garantizar la seguridad ciudadana tras la sentencia del «procés», y del Comité de Gestión Técnica del Coronavirus (CGTC), que gestionó, entre otros asuntos, los confinamientos durante la pandemia de COVID-19, compareciendo frecuentemente en la sala de prensa del Palacio de la Moncloa.
Asimismo, en 2022 compareció en sede judicial para declarar en el llamado «Caso Gali», una investigación judicial tras hacerse público que el dirigiente saharaui Brahim Gali había ingresado en secreto al país para ser tratado en un hospital de Logroño. Este hecho causó un conflicto diplomático con Marruecos, así como una importante polémica interna. El comisario aseguró ante el juez que, si bien sabía que un dirigente del Frente Polisario entraría al país, la Policía Nacional desconocía que se trataba de Gali. Finalmente, Audiencia Provincial de Zaragoza cerró el caso al considerar que permitir su entrada fue una decisión política del Gobierno sin trascendencia penal.
A mediados de 2022, se fundó la Centro Universitario de Formación de la Policía Nacional (CUFPN).
En 2023 fue condecorado con la Gran Cruz del Mérito Militar, distintivo blanco. Al año siguiente, se le concedió la Gran Cruz de la Orden del Mérito de la Guardia Civil.
En diciembre de 2024, José Ángel González llegaba a los 65 años, edad de jubilación obligatoria para los agentes del CNP sin excepción. Sin embargo, en noviembre de 2024, en un decreto con motivo de las medidas a tomar por las Inundaciones de la DANA, el gobierno incluyó en la página 91 de un texto de 106 un cambio legal para modificar la Ley de Régimen de Personal de la Policía y permitir así que el DAO no esté obligado a jubilarse automáticamente al llegar a los 65 años. El gobierno se excusó en que esto equiparaba al CNP con la Guardia Civil, donde sus DAOs también tienen esta salvedad desde 2012 y por que sería «altamente disfuncional» sustituir al DAO «en esta situación de emergencia nacional». La oposición liderada por el PP afeó esta forma de proceder y destacó el uso del término «emergencia nacional», figura que el PP había solicitado al Gobierno de catalogar, a lo que éste se había negado.